# Semko Semkow
Semko Semkow, bułg. Семко Миленов Семков (ur. 29 lutego 1960 w Sofii) – bułgarski szachista, mistrz międzynarodowy od 1982 roku.

## Kariera szachowa
W 1976 reprezentował Bułgarię na mistrzostwach świata juniorów do 17 lat, rozegranych w Wattignies. Dwukrotnie reprezentował narodowe barwy na drużynowych mistrzostwach Bałkanów, zdobywając złoty (1988) oraz brązowy (1985) medal. W 1988 jedyny raz w karierze wystąpił na szachowej olimpiadzie. Wielokrotnie startował w finałach indywidualnych mistrzostw Bułgarii, największy sukces odnosząc w 1988 w Sofii, gdzie zdobył brązowy medal.
Do jego sukcesów w turniejach międzynarodowych należą m.in.: dz. I m. we Vrnjačkiej Banji (1987, wspólnie z Jewgienijem Bariejewem), I m. w Würzburgu (1991), dz. I m. w Sitges (1993, wspólnie z Marinusem Kuijfem) oraz dz. I m. w Manresie (1993, wspólnie z m.in. Constantinem Ionescu, Mihailem Marinem oraz Mihai Șubą). Od 1998 nie uczestniczy w turniejach klasyfikowanych przez Międzynarodową Federację Szachową.
Najwyższy ranking w karierze osiągnął 1 lipca 1990, z wynikiem 2480 punktów dzielił wówczas 5-6. miejsce wśród bułgarskich szachistów.